# 楠西區
23°10′27″N 120°29′11″E / 23.1741428°N 120.4863358°E
楠西區，舊稱「茄拔社」，前身「楠西鄉」，位於中華民國臺南市東部，為曾文水庫管理局所在地（曾文水庫則位於嘉義縣大埔鄉）。北臨東山區、嘉義縣大埔鄉，東鄰南化區，西鄰六甲區、大內區，南接玉井區。地處玉井盆地（大武壠族原居地）及阿里山山脈尾稜地帶，四面環山，氣候上屬熱帶季風氣候。產業以農業及觀光業為主，特產有密枝楊桃、芒果；觀光景點主要有梅嶺風景區（每年四月～五月為螢火蟲觀賞季）。

## 歷史
楠西區原為鄒族居住地，後因平埔族西拉雅族茄拔社移入而遷往今日的嘉義縣、楠西山區，舊稱「茄拔山後」。1920年臺灣地方改制，以當地堡里名楠梓仙溪西里，易名為「楠西」，設置楠西，劃歸臺南州新化郡管轄，戰後改設臺南縣楠西鄉，2010年12月25日改稱楠西區。

## 人口
根據臺南市玉井戶政事務所統計，2024年底楠西區戶數約3.5千戶，人口約8.5千人，區內人口最多與最少的里分別是東勢里與龜丹里，2024年底兩里人口分別為2,311人與627人。
楠西區人口多年持續流失，已於2016年3月跌破1萬人。

## 政治

### 歷任首長

#### 鄉長
| 屆次 | 姓名   | 備註 |
| ---- | ------ | ---- |
| 1    | 江清風 |      |
| 2    | 江清風 |      |
| 3    | 江清風 |      |
| 4    | 郭木衫 |      |
| 5    | 郭木衫 |      |
| 6    | 江來壽 |      |
| 7    | 江來壽 |      |
| 8    | 尤天賜 |      |
| 9    | 尤天賜 |      |
| 10   | 郭日財 |      |
| 11   | 郭日財 |      |
| 12   | 謝文長 |      |
| 13   | 郭日財 |      |
| 14   | 郭日財 |      |
| 15   | 江欣穎 |      |

#### 區長
| 任次 | 姓名   | 備註 |
| ---- | ------ | ---- |
| 1    | 江欣穎 |      |
| 2    | 蕭泰華 |      |
| 3    | 李燿州 |      |
| 4    | 李鴻裕 |      |
| 5    | 何榮長 |      |

### 區政組織
楠西區公所是臺南市政府在楠西區的派出機關，在中華民國政府架構中為市政府綜理區政的執行機關，上級業務監督機關為臺南市政府。区长由市長任命，其任期為無任期保障。在區長及主任秘書之下，設有4課2室等6個內部單位。

### 行政區
現今楠西區行政範圍的確立，來自於1920年，日本將臺灣十二廳改為五州二廳，設楠西庄屬臺南州新化郡。楠西庄轄楠西、灣丘、密枝、鹿陶洋、龜丹、萊宅等6個大字。1945年，改為「楠西鄉」，屬臺南縣新化區。1950年，裁撤區署，楠西鄉改直隸於臺南縣。2010年12月25日，臺南縣市合併改制為直轄市，楠西鄉改制為市轄區「楠西區」，隸屬臺南市。
| 楠西區行政區劃 |        |      |        |      |        |
|                |        |      |        |      |        |
| 編號           | 里名   | 編號 | 里名   | 編號 | 里名   |
| 1              | 照興里 | 2    | 密枝里 | 3    | 楠西里 |
| 4              | 東勢里 | 5    | 鹿田   | 6    | 灣丘里 |
| 7              | 龜丹里 |      |        |      |        |

## 教育

### 國民中學
- 臺南市立楠西國民中學

### 國民小學
- 臺南市楠西區楠西國民小學

## 交通

### 公路
- 台3線
- 市道175號

### 客運
- 大台南公車

| 編號   | 路線                   | 營運單位            | 備註                                                                                                   |
| ------ | ---------------------- | ------------------- | --- |
| 綠20   | 玉井－楠西－永興吊橋   | 興南客運 台一大車隊 | - 8班次使用小黃公車營運（經鳳興）。                                                                    |
| 綠22   | 玉井－楠西－梅嶺       | 興南客運            | - 例假日停駛。                                                                                         |
| 梅嶺線 | 玉井－楠西－梅嶺       | 興南客運            | - 例假日行駛，台灣好行梅嶺線。                                                                         |
| 綠23   | 玉井－楠西－雙溪新社區 | 興南客運            | |
| 綠24   | 玉井－楠西－曾文管理局 | 興南客運            | - 部分班次延駛至觀景樓。 - 7:20玉井站發車班次繞駛南區水資源局。 - 延駛觀景樓時橫跨嘉義縣、台南市兩地。 |
| 綠25   | 玉井－楠西－大埔       | 興南客運            | - 此路線橫跨嘉義縣、台南市兩地。                                                                       |

### 公共自行車YouBike2.0
至2024年11月29日止，楠西區共設2站，分別為：
- 楠西圖書館
- 楠西公園

## 旅遊
- 梅嶺風景區
- 永興吊橋
- 曾文水庫
- 龜丹溫泉
- 大智山玄空法寺
- 萬佛寺/小普陀山禪修公園
- 鹿陶洋江家聚落
- 螢火蟲季

## 小吃
- 梅子雞
- 筍殼魚

## 特產
- 楊桃、梅子、龍眼、芒果、荔枝、蜜棗。

## 外部連結
- 楠西區公所 （页面存档备份，存于）
- 曾文水庫旅遊網 （页面存档备份，存于）